# الموتى السائرون: تخزين بارد
الموتى السائرون: تخزين بارد (بالإنجليزية: The Walking Dead: Cold Storage) مُسلسل ويب من أربعة أجزاء مبني على قصة المسلسل التلفزيوني الموتى السائرون. عرض في 1 أكتوبر، 2012، على موقع شبكة «AMC» الرسمي على الإنترنت. يتابع المسلسل قصة شاباً أسمهُ تشايس يحاول اللجوء في مجمع تخزين بارد يديرها شخصاً أسمه بي. جاي.

## الممثلين والشخصيات
- جوش ستيوارت بدور تشايس (4 حلقات)
- دانييل رويباك بدور بي. جاي. (4 حلقات)
- سيرينا فينسينت بدور كيلي (1 حلقة)
- كريس نيلسون بدور هاريس (2 حلقتان)

## طاقم الإنتاج
- غريغ نيكوتيرو (مخرج)
- جون إسبوسيتو (كاتب)
- سارة جاي. دونهيو (منتجة)

## الحلقات
طالع أيضاً: قائمة حلقات الموتى السائرون
| التسلسل | عنوان الحلقة "بالإنجليزية" | إخراج         | كتابة        | تاريخ العرض   | مدة العرض (دقائق) |
| ------- | -------------------------- | ------------- | ------------ | ------------- | ----------------- |
| 1       | «Hide and Seek»            | غريغ نيكوتيرو | جون إسبوسيتو | 1 أكتوبر 2012 | 4:29              |
| 2       | «Keys to the Kingdom»      | غريغ نيكوتيرو | جون إسبوسيتو | 1 أكتوبر 2012 | 4:57              |
| 3       | «The Chosen Ones»          | غريغ نيكوتيرو | جون إسبوسيتو | 1 أكتوبر 2012 | 5:38              |
| 4       | «Parting Shots»            | غريغ نيكوتيرو | جون إسبوسيتو | 1 أكتوبر 2012 | 9:04              |

## وصلات خارجية
- الموقع الرسمي
- الموتى السائرون: تخزين بارد على موقع IMDb (الإنجليزية)
- الموتى السائرون: تخزين بارد على موقع كينوبويسك (الروسية)